# Хокей на зимових Олімпійських іграх 1948
Хокейний турнір на зимових Олімпійських іграх 1948 проходив з 30 січня по 8 лютого 1948 року в місті Санкт-Моріц (Швейцарія). 
У рамках турніру пройшов 15-й чемпіонат світу та 26-й чемпіонат Європи.

## Результати
| 1 тур         |             |                 |   |                 |                      |
| 30 січня 1948 | Санкт-Моріц | Швейцарія       | – | США             | 5:4 (1:0,1:1,3:3)    |
| 30 січня 1948 | Санкт-Моріц | Канада          | – | Швеція          | 3:1 (1:1,1:0,1:0)    |
| 30 січня 1948 | Санкт-Моріц | Польща          | – | Австрія         | 7:5 (0:2,4:2,3:1)    |
| 30 січня 1948 | Санкт-Моріц | Чехословаччина  | – | Італія          | 22:3 (6:0,10:1,6:2)  |
| 2 тур         |             |                 |   |                 |                      |
| 31 січня 1948 | Санкт-Моріц | США             | – | Польща          | 23:4 (5:0,9:1,9:3)   |
| 31 січня 1948 | Санкт-Моріц | Чехословаччина  | – | Швеція          | 6:3 (3:2,3:1,0:0)    |
| 31 січня 1948 | Санкт-Моріц | Швейцарія       | – | Італія          | 16:0 (4:0,9:0,3:0)   |
| 31 січня 1948 | Санкт-Моріц | Велика Британія | – | Австрія         | 5:4 (1:2,1:1,3:1)    |
| 3 тур         |             |                 |   |                 |                      |
| 1 лютого 1948 | Санкт-Моріц | Канада          | – | Велика Британія | 3:0 (1:0,1:0,1:0)    |
| 1 лютого 1948 | Санкт-Моріц | США             | – | Італія          | 31:1 (6:0,11:1,14:0) |
| 1 лютого 1948 | Санкт-Моріц | Швейцарія       | – | Австрія         | 11:2 (2:2,3:0,6:0)   |
| 1 лютого 1948 | Санкт-Моріц | Чехословаччина  | – | Польща          | 13:1 (2:0,5:1,6:0)   |
| 4 тур         |             |                 |   |                 |                      |
| 2 лютого 1948 | Санкт-Моріц | Швеція          | – | Австрія         | 7:1 (3:1,1:0,3:0)    |
| 2 лютого 1948 | Санкт-Моріц | Канада          | – | Польща          | 15:0 (5:0,6:0,4:0)   |
| 2 лютого 1948 | Санкт-Моріц | Чехословаччина  | – | Велика Британія | 11:4 (4:1,6:1,1:2)   |
|               |             |                 |   |                 |                      |
| 3 лютого 1948 | Санкт-Моріц | Канада          | – | Італія          | 21:1 (11:0,6:0,4:1)  |
| 3 лютого 1948 | Санкт-Моріц | США             | – | Швеція          | 5:2 (2:0,2:1,1:1)    |
| 5 тур         |             |                 |   |                 |                      |
| 4 лютого 1948 | Санкт-Моріц | Чехословаччина  | – | Австрія         | 17:3 (4:0,5:1, 8:2)  |
| 4 лютого 1948 | Санкт-Моріц | Швейцарія       | – | Велика Британія | 12:3 (5:2,5:1,2:0)   |
| 4 лютого 1948 | Санкт-Моріц | Польща          | – | Італія          | 13:7 (3:1,6:2,4:4)   |
| 6 тур         |             |                 |   |                 |                      |
| 5 лютого 1948 | Санкт-Моріц | Швейцарія       | – | Швеція          | 8:2 (3:0,3:1,2:1)    |
| 5 лютого 1948 | Санкт-Моріц | Велика Британія | – | Польща          | 7:2 (2:0,1:1,4:1)    |
| 5 лютого 1948 | Санкт-Моріц | Австрія         | – | Італія          | 16:5 (3:4,6:0,7:1)   |
| 5 лютого 1948 | Санкт-Моріц | Канада          | – | США             | 12:3 (3:1,4:0,5:2)   |
| 7 тур         |             |                 |   |                 |                      |
| 6 лютого 1948 | Санкт-Моріц | Швеція          | – | Велика Британія | 4:3 (1:2,1:1,2:0)    |
| 6 лютого 1948 | Санкт-Моріц | Швейцарія       | – | Польща          | 14:0 (8:0,5:0,1:0)   |
| 6 лютого 1948 | Санкт-Моріц | Канада          | – | Чехословаччина  | 0:0 (0:0,0:0,0:0)    |
| 6 лютого 1948 | Санкт-Моріц | США             | – | Австрія         | 13:2 (4:2,4:0,5:0)   |
| 8 тур         |             |                 |   |                 |                      |
| 7 лютого 1948 | Санкт-Моріц | США             | – | Велика Британія | 4:3 (1:1,2:0,1:2)    |
| 7 лютого 1948 | Санкт-Моріц | Швеція          | – | Італія          | 23:0 (6:0,10:0,7:0)  |
| 7 лютого 1948 | Санкт-Моріц | Швейцарія       | – | Чехословаччина  | 1:7 (0:1,1:2,0:4)    |
| 7 лютого 1948 | Санкт-Моріц | Канада          | – | Австрія         | 12:0 (5:0,5:0,2:0)   |
| 9 тур         |             |                 |   |                 |                      |
| 8 лютого 1948 | Санкт-Моріц | Велика Британія | – | Італія          | 14:7 (6:2,5:3,3:2)   |
| 8 лютого 1948 | Санкт-Моріц | Швеція          | – | Польща          | 13:2 (5:1,4:1,4:0)   |
| 8 лютого 1948 | Санкт-Моріц | Чехословаччина  | – | США             | 4:3 (3:1,1:2,0:0)    |
| 8 лютого 1948 | Санкт-Моріц | Швейцарія       | – | Канада          | 0:3 (0:1,0:1,0:1)    |

## Підсумкова таблиця
| М | Команда         | І | Пер | Н | Пор | Ш      | О  |
| - | --------------- | - | --- | - | --- | ------ | -- |
| 1 | Канада          | 8 | 7   | 1 | 0   | 69:5   | 15 |
| 2 | Чехословаччина  | 8 | 7   | 1 | 0   | 80:18  | 15 |
| 3 | Швейцарія       | 8 | 6   | 0 | 2   | 67:21  | 12 |
| 4 | Швеція          | 8 | 4   | 0 | 4   | 55:28  | 8  |
| 5 | Велика Британія | 8 | 3   | 0 | 5   | 39:47  | 6  |
| 6 | Польща          | 8 | 2   | 0 | 6   | 29:97  | 4  |
| 7 | Австрія         | 8 | 1   | 0 | 7   | 33:77  | 2  |
| 8 | Італія          | 8 | 0   | 0 | 8   | 24:156 | 0  |
| 9 | США*            | 8 | 5   | 0 | 3   | 86:33  | 10 |

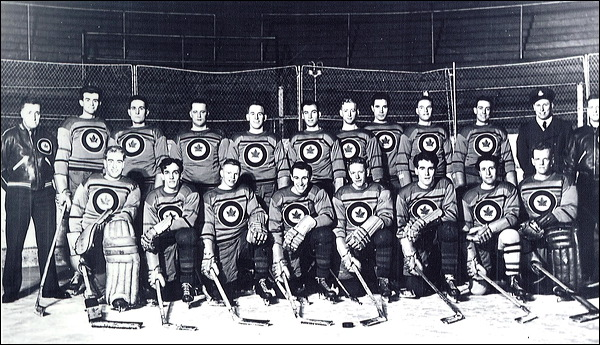
Чемпіони Олімпійських ігор 1948 канадці

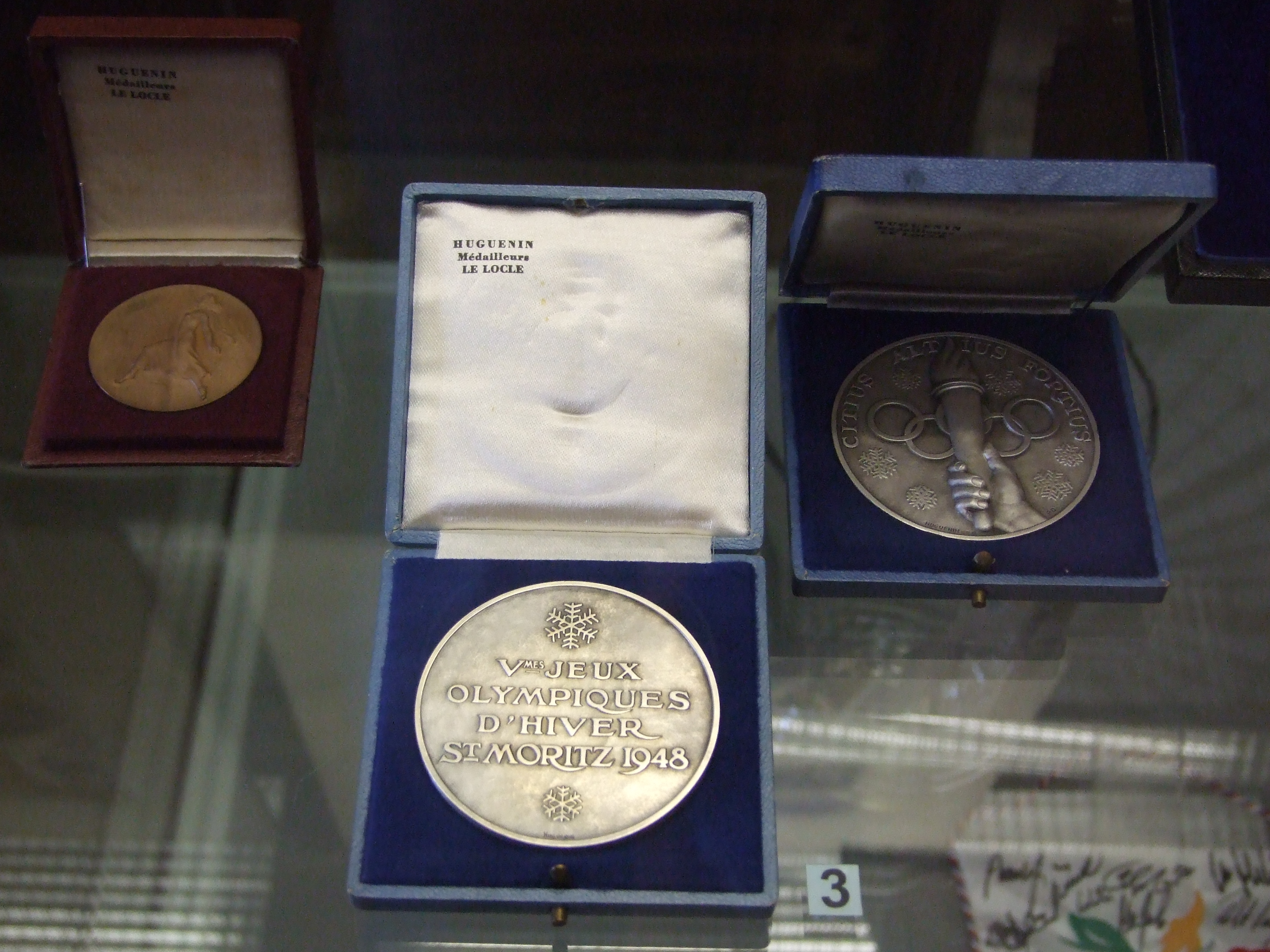
Срібні нагороди збірної Чехословаччини

Скорочення: М = підсумкове місце, І = ігри, Пер = перемоги, Н = нічиї, Пор = поразки, Ш = закинуті та пропущені шайби, О = набрані очки
Збірна США була дискваліфікована.

## Золоті медалісти Олімпіади 1948
У 2001 році золота медаль команди-переможця була відзначена канадськими збройними силами, було оголошено, що вони обрані найкращими військовими спортсменами Канади 20-го століття.
МОК нагородив всіх гравців, в тому числі резервних, олімпійськими золотими медалями.
- Губерт Брукс[1] (резерв)
- Мюррей Дювей, Торонто, воротар[1]
- Франк Данстер, Монреаль, захисник[1]
- Рой Форбс, Ванкувер, захисник[1] (резерв)
- Енді Ґілпін, Монреаль, нападник[1][2] (резерв)
- Жан Гравель[1]
- Патсі Ґуццо[1]
- Воллі Гальдер[1]
- Тед Гібберт[1]
- Росс Кінг, Портедж-ла-Прері, воротар[1][2]
- Анрі-Андре Лаперрієр, Оттава, захисник[1]
- Джон Лекомпте, Оттава, захисник[1]
- Піт Лейхніц, (резерв)[1]
- Джордж Мара[1]
- Альберт Рено[1]
- Регінальд Шретер[1]
- ірвінг Тейлор[1]

Тренер:
Сержант Франк Буше, Оттава (племінник Франк Буше).
Менеджер:
Сенді Вотсон, Оттава.

## Підсумкова таблиця чемпіонату Європи
|   | Чехословаччина  |
|   | Швейцарія       |
|   | Швеція          |
| 4 | Велика Британія |
| 5 | Польща          |
| 6 | Австрія         |
| 7 | Італія          |

За збірну Чехословаччини виступали:
- Богуміл Модрий, воротар
- Зденек Ярковський, воротар
- Мирослав Слама, захисник
- Пржемишль Гайний, захисник
- Мирослав Покорний, захисник
- Йозеф Троусілек, захисник
- Олдржих Забродський, захисник
- Вілібальд Штовік, захисник
- Владімір Забродський, нападник
- Станіслав Конопасек, нападник
- Ярослав Дробний, нападник
- Вацлав Розіняк, нападник
- Карел Стібор, нападник
- Ладіслав Трояк, нападник
- Августін Бубник, нападник
- Владімір Боузек, нападник
- Владімір Кобранов, нападник

Тренер: Майк Букна.